# Werner Heinz
Werner Heinz (* 18. September 1950 in Seffern) ist ein deutscher Sportmanager.
Der gelernte Kellner Heinz, der später auch als Auto-Verkäufer arbeitete, ist Inhaber der 1981 gegründeten Agentur "WH Sport International". Die Ursprünge dieser Sport-Vermarktungsagentur lagen dabei in der eigenen Rennfahrertätigkeit von Werner Heinz, der im Renault R5-Cup aktiv war und dort zunächst seine eigenen Sponsoren akquirierte. In der Folgezeit übertrug ihm Ford die Vermarktung seiner Junior-Rennteams. Anschließend war er in diesem Bereich auch für Audi und Mercedes tätig. Bundesweite Bekanntheit erlangte er dann in den 1990er Jahren als Manager Henry Maskes. Weitere Klienten von Heinz waren Frank Biela, Bernd Schneider, Nick Heidfeld oder auch Jacques Villeneuve, für den er die Deutschland-Vermarktung exklusiv betrieb. Seine Vermarktungsrechte erstreckten sich zudem auf die deutschlandweiten Aktivitäten des Formel-1-Rennstalls Williams, Teile der deutschen Basketball-Bundesliga sowie das Oppenheimer Union-Rennen in Köln. Seit 2010 betreut er den Formel-1-Rennfahrer Nico Rosberg.